# 電磁鋼
電磁鋼（でんじこう、electrical steel、magnetic steel）とは、電気エネルギーと磁気エネルギーの変換効率が高い鋼である。1900年にイギリスのハドフィールドが発見した。構造鉄鋼に求められる一般的な性質は強度・耐食性・加工性などである。しかし電磁鋼に求められる性質は低い鉄損である。この意味で、電磁鋼は特殊な鋼と言える。
主に発電所の発電機、変電所の変圧器、モーターの鉄芯に使われる。近年ではハイブリッドカーのモーターの鉄芯に採用され、ハイブリッドカーの性能を左右する重要な部品の一つとなっている。
電磁鋼は主に鉄にケイ素を添加することによって製造できる(ケイ素鋼)が、ケイ素を使わない電磁鋼もある。ケイ素添加量が増すごとに鉄損が低下する。しかしケイ素を添加しすぎると鋼が割れやすくなるので、実用的な電磁鋼のケイ素添加量は約4%までである。しかしこのケイ素添加量や添加工程などの製造ノウハウは各鉄鋼メーカーが独自に持っており、内容は社外秘扱いとなっている（製鉄所によっては機密保持のため、従業員であっても製鉄所の入構許可証とは別に、生産ラインの入構許可証がないと電磁鋼生産ラインに入れない）。よって具体的な添加量や製造法は各メーカーにより異なり公表もされていない。

## 種類
電磁鋼は、一般的に無方向性鋼板・方向性鋼板の2種類が使われている：（インダクタ#コアコイル）
無方向性鋼板
鋼板の特定の方向に磁化しないようにした鋼板。結晶軸の方向がランダムになるように調整して作成される。主にモーターの鉄芯や発電機に使用。日本製鉄が製造に係る多くの特許を有しており、2021年、同社が中国の宝山鋼鉄、トヨタ自動車を相手に特許侵害を訴えたことがある。
方向性鋼板
鋼板の特定の方向に磁化しやすくなるようにした鋼板。結晶軸の方向が圧延方向に整列するように調整して作成される。主に変圧器の鉄心(コア)に使用。オリエントコア(orient 向ける/順応させる)とも呼ばれる。日本製鉄が製造に係る多くの特許を有しており、2012年、同社がポスコを相手に特許侵害を訴えたことがある。